# Euryops arabicus
Euryops arabicus là một loài thực vật có hoa trong họ Cúc. Loài này được Steud. mô tả khoa học đầu tiên.